# Magnolia grandis
Magnolia grandis este o specie de plante din genul Magnolia, familia Magnoliaceae. A fost descrisă pentru prima dată de Hu Hsien-Hsu și Wan Chun Cheng, și a primit numele actual de la Venkatachalam Sampath Kumar. A fost clasificată de IUCN ca specie vulnerabilă. Conform Catalogue of Life specia Magnolia grandis nu are subspecii cunoscute.